# Abacetus cribratellus
Abacetus cribratellus es una especie de escarabajo terrestre de la subfamilia Pterostichinae. Fue descrito por Straneo en 1964.